# Orégano
O orégano, orégão ou ourego (Origanum vulgare) é uma erva perene e aromática, muito utilizada na cozinha do Mediterrâneo e também para fazer alguns medicamentos antigos. São utilizadas as suas folhas, frescas ou secas, pelo sabor e aroma que dão aos pratos. Considera-se que as folhas secas tem melhor sabor. O orégano é um condimento mais conhecido como uma folha repartida, várias folhas dele são picotadas para darem aroma e sabor.

## Origem

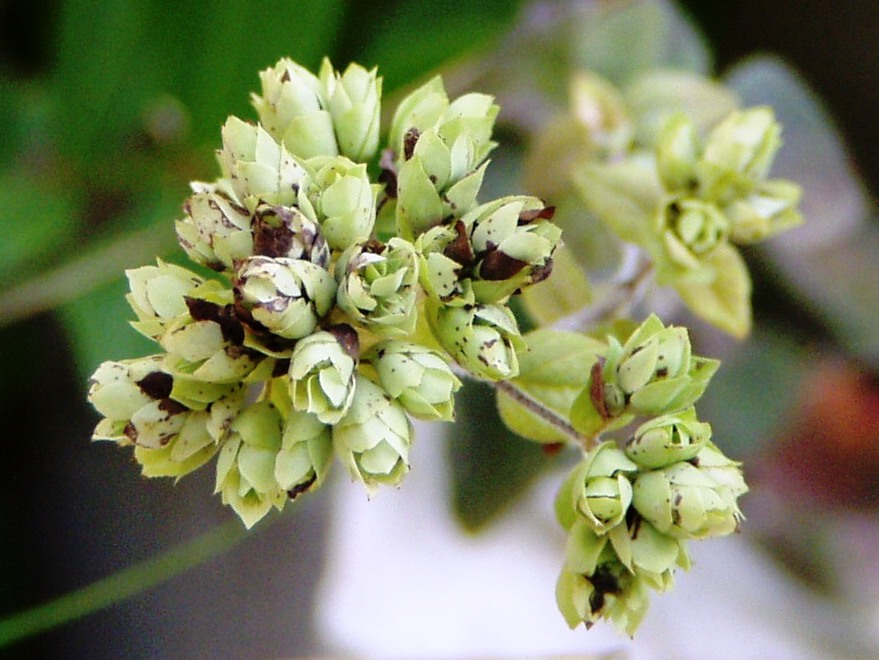
Orégãos já secos

Várias espécies do genêro Origanum são nativas do Mediterrâneo usadas como tempero. A influência do clima, tempo e fertilidade do solo na composição dos óleos essenciais que dão seu aroma característico é maior que a diferença entre as varias espécies. Uma planta muito parecida é a manjerona, que tem um sabor um pouco diferente por causa de compostos fenólicos presentes em seus óleos aromáticos com alguns efeitos alucinógicos.
Orégano tem alta atividade antioxidante pela presença de ácido fenólico e flavonoides. Adicionalmente tem propriedades antimicrobianas contra bactérias como Listeria monocytogenes e outros patógenos presentes nos alimentos, o que faz com que ajude a preservar alimentos.

## Utilização na culinária
É um ingrediente insubstituível na culinária italiana, onde é utilizado em molhos de tomate, vegetais refogados, carne, e na pizza. Junto com o manjericão dá o caráter da culinária italiana.
Em Portugal os orégãos são indispensáveis na confeção de caracóis, e é usado também em caldeiradas e em saladas de tomate e queijo fresco ou requeijão.
Aparece também, ainda que em menor medida, nas cozinhas espanhola, francesa, mexicana e grega.

## Importância Medicinal e Farmacêutica
O orégano, além de ser conhecido como um tempero, também apresenta benefícios à saúde de modo geral. Ele pode ser usado em forma de óleo essencial, fresco ou seco, sendo o último muito comumente em chás. O orégano é rico em antioxidantes, substância essa que inibe ou repara os danos gerados pelos radicais livres. Radicais livres são átomos que possuem um número ímpar de elétrons. Como esses átomos são muito instáveis, eles tendem a capturar um elétron de uma proteína para suprir sua necessidade de carga negativa, desestabilizando-a e gerando uma reação em cascata, pois agora a proteína que teve seu elétron capturado se transformará num novo radical livre, dando sequência ao ciclo. O ponto principal do radical livre é que nesse processo de tirar elétrons de uma determinada proteína, a sua forma original é prejudicada, e dependendo de como é sua forma original, ao modificá-la poderá resultar numa molécula tóxica ao organismo. Resultando em doenças degenerativas como alguns tipos de câncer, Alzheimer, degeneração muscular, doenças cardiovasculares, dentre outras. Os antioxidantes são vitaminas e minerais que possuem  a função de “doar” um elétron ao radical livre, e o orégano possui essa propriedade. Desse modo, o radical livre é estabilizado e eliminado, dando fim ao processo oxidativo no organismo e prevenindo diversas doenças como as citadas anteriormente.  O óleo essencial de orégano, por exemplo, é rico em carvacrol e timol, dois excelentes antioxidantes.